# Lepospondyli
Die Lepospondyli („Hüllen- oder Hülsenwirbler“) sind eine ausgestorbene Gruppe amphibienartiger, primitiver und morphologisch sehr diverser Landwirbeltiere (Tetrapoda). Fossile Überreste der Lepospondyli wurden fast ausschließlich in Nordamerika und Europa gefunden, nur die Nectridea sind auch aus Nordafrika bekannt.

## Merkmale
Im Unterschied zu den meist großen und schwer gebauten Temnospondyli sind die Lepospondyli eher klein, die meisten Formen wurden nur 10 bis 20 cm lang, und ähneln heutigen Schwanz- oder Schleichenlurchen. Ihr Skelett war nur schwach verknöchert. Die Schmelzschicht ihrer kräftigen Zähne waren nicht labyrinthartig gefaltet, die Schnauzen kurz, die Schädel gedrungen. Der Hinterrand schließt gerade ab, ein Ohrschlitz fehlt. Die Rippen waren lang und gebogen. Das namengebende und wichtigste gemeinsame Merkmal sind die spindelförmigen Wirbel. Diese Form der Wirbelkörper könnte eine Anpassung an die geringe Körpergröße und somit ein Reduktionsmerkmal sein. In diesem Fall könnten die Lepospondyli von verschiedenen, primitiven Landwirbeltieren des Oberdevon oder Mississippium („Unterkarbon“) abstammen und ihre Monophylie ist somit fraglich.

## Systematik
In der traditionellen Systematik werden sie als Unterklasse der Amphibien geführt, die Verwandtschaftsverhältnisse zu den heutigen Amphibien sind aber unklar. Die Lepospondyli könnten deren Schwestergruppe sein, sie könnten aber auch ein nicht monophyletischer Zusammenschluss von Stammgruppenvertretern der Amphibien sein. Gegenwärtig spricht allerdings mehr dafür, dass sie als basaler Ast in die Stammgruppe der Amniota gehören. Nach einer Neuuntersuchung der verwandtschaftlichen Beziehungen der frühen Landwirbeltiere kommt ein Wissenschaftlerteam zu dem Schluss, dass Westlothiana basal zu den Lepospondyli steht und mit ihnen eine Klade bildet.
Kladogramm nach Benton 2007 mit Ergänzung nach Ruta et al.
- Landwirbeltiere (Tetrapoda)
  - basale Tetrapoden
  - † Temnospondyli → (Moderne Amphibien)
  - unbenanntes Monophylum
    - unbenanntes Monophylum
      - † Westlothiana
      - † Lepospondyli

    - Reptiliomorpha
      - † "Anthracosauria"
      - Batrachosauria
        - † Seymouriamorpha
        - † Diadectomorpha
        - Amniota

### Untertaxa

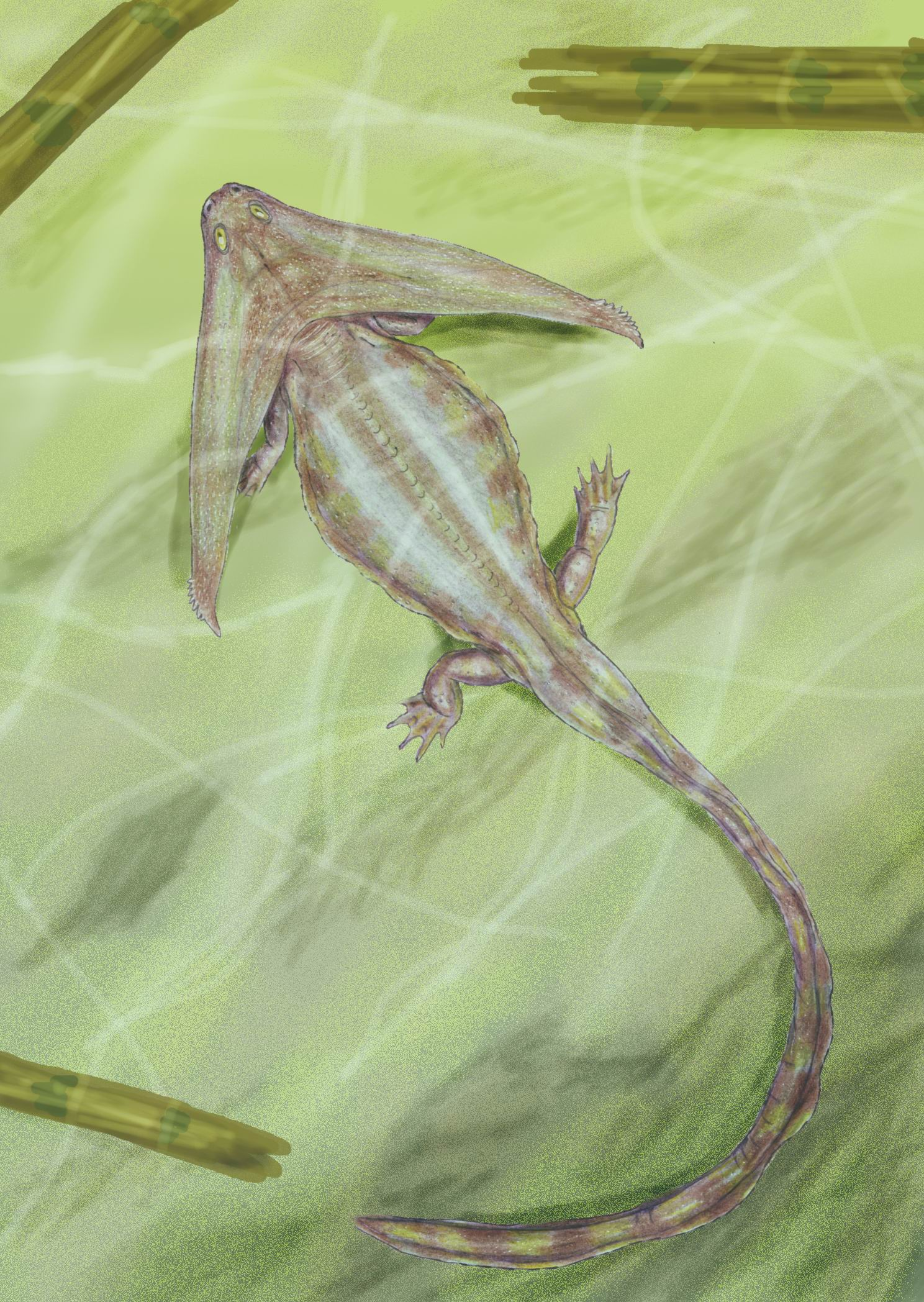
Der Nectride Diploceraspis burkei, Lebendrekonstruktion

Die Lepospondyli werden nach anatomischen Merkmalen in sechs Untergruppen unterteilt.
- Aïstopoda
- Nectridea
- Microsauria
- Lysorophidae
- Adelogyrinidae
- Acherontiscidae